# Kurichikkanahalli, Chikmagalur
Kurichikkanahalli là một làng thuộc tehsil Chikmagalur, huyện Chikmagalur, bang Karnataka, Ấn Độ.